# Alfons Biber
Alfons Biber (* 9. November 1929 in München; † 2001 ebenda) war ein deutscher Schauspieler.

## Leben
Alfons Biber hat als Volksschauspieler unter anderem am Münchner Komödienstadl gespielt. Im Fernsehen war er in anspruchsvollen Produktionen wie Das schreckliche Mädchen von Michael Verhoeven und Die zweite Heimat – Chronik einer Jugend von Edgar Reitz und in vielen Episodenrollen zu sehen, wie beispielsweise in Forsthaus Falkenau, Rußige Zeiten und Die schnelle Gerdi, Derrick oder Die Verbrechen des Professor Capellari. Eine tragende Rolle hatte er in der Serie Dr. Stefan Frank – Der Arzt, dem die Frauen vertrauen als Louis Brunnacker, Bruder von Dr. Stefan Franks (Sigmar Solbach) Haushälterin Martha (Erna Waßmer). In Kinofilmen spielte Biber eher selten mit. Ein Beispiel hierfür ist die Komödie Go, Trabi, Go.
Biber, der zeitlebens in München wohnte, starb im Jahr 2001 und wurde auf dem Münchner Nordfriedhof beigesetzt.

## Filmografie (Auswahl)
- 1984: Weißblaue Geschichten (Fernsehserie, 5 Folgen, verschiedene Rollen)
- 1987: Die Chinesen kommen
- 1988: Ein naheliegender Mord
- 1988: Zur Freiheit (Fernsehserie, 1 Folge)
- 1988: Der Millionenbauer (Fernsehserie, 1 Folge)
- 1988–1996: Lindenstraße (Fernsehserie, 5 Folgen, verschiedene Rollen)
- 1989: Die schnelle Gerdi (Fernsehserie, 3 Folgen)
- 1990: Das schreckliche Mädchen
- 1991: Go, Trabi, Go
- 1991: SOKO München (Fernsehserie, 1 Folge)
- 1991: Wer Knecht ist, soll Knecht bleiben
- 1992: Lilli Lottofee
- 1993: Rußige Zeiten (Fernsehserie, 1 Folge)
- 1993: Die zweite Heimat – Chronik einer Jugend
- 1994: Forsthaus Falkenau (Fernsehserie, 1 Folge)
- 1994: Der Alte (Fernsehserie, 1 Folge)
- 1994: Ärzte (Fernsehserie, 1 Folge)
- 1995: Derrick (Fernsehserie, 1 Folge)
- 1995: Wildbach (Fernsehserie, 1 Folge)
- 1995–2001: Dr. Stefan Frank – Der Arzt, dem die Frauen vertrauen (Fernsehserie)
- 1997: Der Maulkorb
- 1998: Hinterfotzig oder Der Zweck heiligt die Mittel
- 1998: Lachende Wahrheit
- 1998: Tierarzt Dr. Engel (Fernsehserie, 1 Folge)
- 1999: Siska (Fernsehserie, 1 Folge)
- 1999: Die Verbrechen des Professor Capellari (Fernsehserie, 1 Folge)
- 1999: Der Komödienstadel (Fernsehserie, 1 Folge)